# Circuitul WTA 2016
Circuitul WTA 2016 este circuitul profesionist de elită organizat de WTA pentru sezonul de tenis 2016. Calendarul circuitului WTA Tour 2016 cuprinde turneele de Grand Slam (monitorizate de Federația Internațională de Tenis (ITF)), turneele WTA Premier (Premier Mandatory, Premier 5, și Premier obișnuite), turneele WTA International, Fed Cup (organizată de ITF), campionate de sfârșit de an (Turneul Campioanelor la tenis și Trofeul de Elită WTA), precum și concursul de tenis de la Jocurile Olimpice de vară. De asemenea, inclusă în calendarul 2016 este Cupa Hopman organizată de ITF și care nu oferă puncte în clasament.

## Calendar
Acesta este programul complet al evenimentelor din calendarul 2016, cu progresia jucătoarelor documentată din faza sferturilor de finală.
Legendă
| Turneele de Grand Slam        |
| Jocurile Olimpice de vară     |
| Campioantele de sfârșit de an |
| Premier Mandatory WTA         |
| WTA Premier 5                 |
| WTA Premier                   |
| WTA Internațional             |
| Eveniment pe echipe           |

### Ianuarie
| Săptămâna cu            | Turneu | Campioane                                        | Finaliste                           | Semifinaliste                                                          | Sfertfinaliste                                                           |
| ----------------------- | --- | ------------------------------------------------ | ----------------------------------- | ---------------------------------------------------------------------- | ------------------------------------------------------------------------ |
| 4 Ianuarie              | Cupa Hopman Perth, Australia Campionatele pe Echipe Mixte ITF $1,000,000 – Dur (i) – 8 echipe                  | Australia Verde 2–0                              | Ucraina                             | Round robin (Grupa A) Cehia Australia Auriu Statele Unite ale Americii | Round robin (Grupa B) Regatul Unit Germania Franța                       |
| 4 Ianuarie              | Brisbane International Brisbane, Australia WTA Premier $1,000,000 – Dură – 30S/32Q/16D Simplu – Dublu          | Victoria Azarenka 6–3, 6–1                       | Angelique Kerber                    | Samantha Crawford Carla Suárez Navarro                                 | Roberta Vinci Andrea Petkovic Anastasia Pavlyuchenkova Varvara Lepchenko |
| 4 Ianuarie              | Brisbane International Brisbane, Australia WTA Premier $1,000,000 – Dură – 30S/32Q/16D Simplu – Dublu          | Martina Hingis Sania Mirza 7–5, 6–1              | Angelique Kerber Andrea Petkovic    | Samantha Crawford Carla Suárez Navarro                                 | Roberta Vinci Andrea Petkovic Anastasia Pavlyuchenkova Varvara Lepchenko |
| 4 Ianuarie              | Shenzhen Open Shenzhen, China WTA International $500,000 – Dură – 32S/16Q/16D Simplu – Dublu                   | Agnieszka Radwańska 6–3, 6–2                     | Alison Riske                        | Anna-Lena Friedsam Tímea Babos                                         | Wang Qiang Kateřina Siniaková Eugenie Bouchard Anett Kontaveit           |
| 4 Ianuarie              | Shenzhen Open Shenzhen, China WTA International $500,000 – Dură – 32S/16Q/16D Simplu – Dublu                   | Vania King Monica Niculescu 6–1, 6–4             | Xu Yifan Zheng Saisai               | Anna-Lena Friedsam Tímea Babos                                         | Wang Qiang Kateřina Siniaková Eugenie Bouchard Anett Kontaveit           |
| 4 Ianuarie              | ASB Classic Auckland, Noua Zeelandă WTA International $250,000 – Dură – 32S/32Q/16D Simplu – Dublu             | Sloane Stephens 7–5, 6–2                         | Julia Görges                        | Tamira Paszek Caroline Wozniacki                                       | Nao Hibino Kirsten Flipkens Alexandra Dulgheru Naomi Broady              |
| 4 Ianuarie              | ASB Classic Auckland, Noua Zeelandă WTA International $250,000 – Dură – 32S/32Q/16D Simplu – Dublu             | Elise Mertens An-Sophie Mestach 2–6, 6–3, [10–5] | Danka Kovinić Barbora Strýcová      | Tamira Paszek Caroline Wozniacki                                       | Nao Hibino Kirsten Flipkens Alexandra Dulgheru Naomi Broady              |
| 11 ianuarie             | Apia International Sydney 2016 Sydney, Australia WTA Premier $731,000 – Dură – 30S/32Q/16D Simplu – Dublu      | Svetlana Kuznetsova 6–0, 6–2                     | Mónica Puig                         | Simona Halep Belinda Bencic                                            | Karolína Plíšková Sara Errani Ekaterina Makarova Samantha Stosur         |
| 11 ianuarie             | Apia International Sydney 2016 Sydney, Australia WTA Premier $731,000 – Dură – 30S/32Q/16D Simplu – Dublu      | Martina Hingis Sania Mirza 1–6, 7–5, [10–5]      | Caroline Garcia Kristina Mladenovic | Simona Halep Belinda Bencic                                            | Karolína Plíšková Sara Errani Ekaterina Makarova Samantha Stosur         |
| 11 ianuarie             | Moorilla Hobart International Hobart, Australia WTA International $250,000 – Dură – 32S/32Q/16D Simplu – Dublu | Alizé Cornet 6–1, 6–2                            | Eugenie Bouchard                    | Johanna Larsson Dominika Cibulková                                     | Mona Barthel Heather Watson Kiki Bertens Camila Giorgi                   |
| 11 ianuarie             | Moorilla Hobart International Hobart, Australia WTA International $250,000 – Dură – 32S/32Q/16D Simplu – Dublu | Han Xinyun Christina McHale 6–3, 6–0             | Kimberly Birrell Jarmila Wolfe      | Johanna Larsson Dominika Cibulková                                     | Mona Barthel Heather Watson Kiki Bertens Camila Giorgi                   |
| 18 ianuarie 25 ianuarie | Australian Open Melbourne, Australia Grand Slam $12,122,762 – Dură 128S/96Q/64D/32X Simplu – Dublu – Mixt      | Angelique Kerber 6–4, 3–6, 6–4                   | Serena Williams                     | Agnieszka Radwańska Johanna Konta                                      | Maria Sharapova Carla Suárez Navarro Victoria Azarenka Zhang Shuai       |
| 18 ianuarie 25 ianuarie | Australian Open Melbourne, Australia Grand Slam $12,122,762 – Dură 128S/96Q/64D/32X Simplu – Dublu – Mixt      | Martina Hingis Sania Mirza 7–6(7–1), 6–3         | Andrea Hlaváčková Lucie Hradecká    | Agnieszka Radwańska Johanna Konta                                      | Maria Sharapova Carla Suárez Navarro Victoria Azarenka Zhang Shuai       |
| 18 ianuarie 25 ianuarie | Australian Open Melbourne, Australia Grand Slam $12,122,762 – Dură 128S/96Q/64D/32X Simplu – Dublu – Mixt      | Elena Vesnina Bruno Soares 6–4, 4–6, [10–5]      | Coco Vandeweghe Horia Tecău         | Agnieszka Radwańska Johanna Konta                                      | Maria Sharapova Carla Suárez Navarro Victoria Azarenka Zhang Shuai       |

### Februarie
| Săptămâna cu | Turneu | Campioane                                                                      | Finaliste                                                  | Semifinaliste                       | Sfertfinaliste                                                            |
| ------------ | --- | ------------------------------------------------------------------------------ | ---------------------------------------------------------- | ----------------------------------- | ------------------------------------------------------------------------- |
| 1 februarie  | Fed Cup by BNP Paribas Sferturi de finală Leipzig, Germania – Dură (i) Marsilia, Franța – Dură (i) Moscova, Rusia – Dură (i) Cluj-Napoca, România – Dură (i) | Câștigătoarele din sferturi Elveția 3–2 Franța 4–1 Țările de Jos 3–1 Cehia 3–2 | Învinsele din sferturi Germania · Italia · Rusia · România |                                     |                                                                           |
| 8 februarie  | St. Petersburg Open Sankt Petersburg, Rusia WTA Premier $731,000 – Dură (i) – 28S/32Q/16D Simplu – Dublu                                                     | Roberta Vinci 6–4, 6–3                                                         | Belinda Bencic                                             | Daria Kasatkina Ana Ivanovic        | Anastasia Pavlyuchenkova Dominika Cibulková Kateryna Kozlova Tímea Babos  |
| 8 februarie  | St. Petersburg Open Sankt Petersburg, Rusia WTA Premier $731,000 – Dură (i) – 28S/32Q/16D Simplu – Dublu                                                     | Martina Hingis Sania Mirza 6–3, 6–1                                            | Vera Dushevina Barbora Krejčíková                          | Daria Kasatkina Ana Ivanovic        | Anastasia Pavlyuchenkova Dominika Cibulková Kateryna Kozlova Tímea Babos  |
| 8 februarie  | WTA Kaohsiung Kaohsiung, Taiwan WTA International $250,000 – Dură – 32S/16Q/16D Simplu – Dublu                                                               | Venus Williams 6–4, 6–2                                                        | Misaki Doi                                                 | Yulia Putintseva Hsieh Su-wei       | Anastasija Sevastova Stefanie Vögele Elizaveta Kulichkova Kurumi Nara     |
| 8 februarie  | WTA Kaohsiung Kaohsiung, Taiwan WTA International $250,000 – Dură – 32S/16Q/16D Simplu – Dublu                                                               | Chan Hao-ching Chan Yung-jan 6–4, 6–3                                          | Eri Hozumi Miyu Kato                                       | Yulia Putintseva Hsieh Su-wei       | Anastasija Sevastova Stefanie Vögele Elizaveta Kulichkova Kurumi Nara     |
| 15 februarie | Campioantele de Tenis Dubai Dubai, Emiratele Arabe Unite WTA Premier $731,000 – Dură – 28S/32Q/16D Simplu – Dublu                                            | Sara Errani 6–0, 6–2                                                           | Barbora Strýcová                                           | Caroline Garcia Elina Svitolina     | Ana Ivanovic Andrea Petkovic Madison Brengle Coco Vandeweghe              |
| 15 februarie | Campioantele de Tenis Dubai Dubai, Emiratele Arabe Unite WTA Premier $731,000 – Dură – 28S/32Q/16D Simplu – Dublu                                            | Chuang Chia-jung Darija Jurak 6–4, 6–4                                         | Caroline Garcia Kristina Mladenovic                        | Caroline Garcia Elina Svitolina     | Ana Ivanovic Andrea Petkovic Madison Brengle Coco Vandeweghe              |
| 15 februarie | Rio Open 2016 Rio de Janeiro, Brazilia WTA International $250,000 – Zgură (roșie) – 32S/24Q/16D Simplu – Dublu                                               | Francesca Schiavone 2–6, 6–2, 6–2                                              | Shelby Rogers                                              | Petra Martić Sorana Cîrstea         | Lara Arruabarrena Cindy Burger Danka Kovinić Paula Cristina Gonçalves     |
| 15 februarie | Rio Open 2016 Rio de Janeiro, Brazilia WTA International $250,000 – Zgură (roșie) – 32S/24Q/16D Simplu – Dublu                                               | Verónica Cepede Royg María Irigoyen 6–1, 7–6(7–5)                              | Tara Moore Conny Perrin                                    | Petra Martić Sorana Cîrstea         | Lara Arruabarrena Cindy Burger Danka Kovinić Paula Cristina Gonçalves     |
| 22 februarie | Qatar Total Open Doha, Qatar WTA Premier 5 $2,513,000 – Dură – 54S/32Q/28D Simplu – Dublu                                                                    | Carla Suárez Navarro 1–6, 6–4, 6–4                                             | Jeļena Ostapenko                                           | Andrea Petkovic Agnieszka Radwańska | Zheng Saisai Garbiñe Muguruza Roberta Vinci Elena Vesnina                 |
| 22 februarie | Qatar Total Open Doha, Qatar WTA Premier 5 $2,513,000 – Dură – 54S/32Q/28D Simplu – Dublu                                                                    | Chan Hao-ching Chan Yung-jan 6–3, 6–3                                          | Sara Errani Carla Suárez Navarro                           | Andrea Petkovic Agnieszka Radwańska | Zheng Saisai Garbiñe Muguruza Roberta Vinci Elena Vesnina                 |
| 22 februarie | Abierto Mexicano TELCEL Acapulco, Mexic WTA International $250,000 – Dură – 32S/32Q/16D Simplu – Dublu                                                       | Sloane Stephens 6–4, 4–6, 7–6(7-5)                                             | Dominika Cibulková                                         | Christina McHale Yanina Wickmayer   | Johanna Larsson Mirjana Lučić-Baroni Anastasia Pavlyuchenkova Naomi Osaka |
| 22 februarie | Abierto Mexicano TELCEL Acapulco, Mexic WTA International $250,000 – Dură – 32S/32Q/16D Simplu – Dublu                                                       | Anabel Medina Garrigues Arantxa Parra Santonja 6–0, 6–4                        | Kiki Bertens Johanna Larsson                               | Christina McHale Yanina Wickmayer   | Johanna Larsson Mirjana Lučić-Baroni Anastasia Pavlyuchenkova Naomi Osaka |
| 29 februarie | Monterrey Open Monterrey, Mexic WTA International $250,000 – Dură – 32S/32Q/16D Simplu – Dublu                                                               | Heather Watson 3–6, 6–2, 6–3                                                   | Kirsten Flipkens                                           | Anett Kontaveit Caroline Garcia     | Nicole Gibbs Johanna Konta Pauline Parmentier Caroline Wozniacki          |
| 29 februarie | Monterrey Open Monterrey, Mexic WTA International $250,000 – Dură – 32S/32Q/16D Simplu – Dublu                                                               | Anabel Medina Garrigues Arantxa Parra Santonja 4–6, 7–5, [10–7]                | Petra Martić Maria Sanchez                                 | Anett Kontaveit Caroline Garcia     | Nicole Gibbs Johanna Konta Pauline Parmentier Caroline Wozniacki          |
| 29 februarie | BMW Malaysian Open Kuala Lumpur, Malaezia WTA International $250,000 – Dură– 32S/24Q/16D Simplu – Dublu                                                      | Elina Svitolina 6–7(5–7), 6–4, 7–5                                             | Eugenie Bouchard                                           | Naomi Broady Zhu Lin                | Çağla Büyükakçay Sabine Lisicki Wang Qiang Kristína Kučová                |
| 29 februarie | BMW Malaysian Open Kuala Lumpur, Malaezia WTA International $250,000 – Dură– 32S/24Q/16D Simplu – Dublu                                                      | Varatchaya Wongteanchai Yang Zhaoxuan 4–6, 6–4, [10–7]                         | Liang Chen Wang Yafan                                      | Naomi Broady Zhu Lin                | Çağla Büyükakçay Sabine Lisicki Wang Qiang Kristína Kučová                |

### Martie
| Săptămâna cu        | Turneu                                                                                                   | Campioane                                              | Finaliste                      | Semifinaliste                         | Sfertfinaliste                                                  |
| ------------------- | --- | ------------------------------------------------------ | ------------------------------ | ------------------------------------- | --------------------------------------------------------------- |
| 7 martie 14 martie  | Indian Wells Open Indian Wells, SUA WTA Premier Mandatory $5,185,625 – Dură – 96S/48Q/32D Simplu – Dublu | Victoria Azarenka 6–4, 6–4                             | Serena Williams                | Agnieszka Radwańska Karolína Plíšková | Simona Halep Petra Kvitová Magdaléna Rybáriková Daria Kasatkina |
| 7 martie 14 martie  | Indian Wells Open Indian Wells, SUA WTA Premier Mandatory $5,185,625 – Dură – 96S/48Q/32D Simplu – Dublu | Bethanie Mattek-Sands Coco Vandeweghe 4–6, 6–4, [10–6] | Julia Görges Karolína Plíšková | Agnieszka Radwańska Karolína Plíšková | Simona Halep Petra Kvitová Magdaléna Rybáriková Daria Kasatkina |
| 21 martie 28 martie | Miami Open Miami, SUA WTA Premier Mandatory $5,185,625 – Dură – 96S/48Q/32D Simplu – Dublu               | Victoria Azarenka 6–3, 6–2                             | Svetlana Kuznetsova            | Timea Bacsinszky Angelique Kerber     | Ekaterina Makarova Simona Halep Johanna Konta Madison Keys      |
| 21 martie 28 martie | Miami Open Miami, SUA WTA Premier Mandatory $5,185,625 – Dură – 96S/48Q/32D Simplu – Dublu               | Bethanie Mattek-Sands Lucie Šafářová 6–3, 6–4          | Tímea Babos Yaroslava Shvedova | Timea Bacsinszky Angelique Kerber     | Ekaterina Makarova Simona Halep Johanna Konta Madison Keys      |

### Aprilie
| Săptămâna cu | Turneu | Campioane                                            | Finaliste                             | Semifinaliste                              | Sfertfinaliste                                                        |
| ------------ | --- | ---------------------------------------------------- | ------------------------------------- | ------------------------------------------ | --------------------------------------------------------------------- |
| 4 aprilie    | Volvo Cars Open Charleston, SUA WTA Premier $731,000 – Zgură (verde) – 56S/32Q/16D Simplu – Dublu                  | Sloane Stephens 7–6(7–4), 6–2                        | Elena Vesnina                         | Angelique Kerber Sara Errani               | Irina-Camelia Begu Daria Kasatkina Yulia Putintseva Laura Siegemund   |
| 4 aprilie    | Volvo Cars Open Charleston, SUA WTA Premier $731,000 – Zgură (verde) – 56S/32Q/16D Simplu – Dublu                  | Caroline Garcia Kristina Mladenovic 6–2, 7–5         | Bethanie Mattek-Sands Lucie Šafářová  | Angelique Kerber Sara Errani               | Irina-Camelia Begu Daria Kasatkina Yulia Putintseva Laura Siegemund   |
| 4 aprilie    | Katowice Open Katowice, Polonia WTA International $250,000 – Dură (i) – 32S/32Q/16D Simplu – Dublu                 | Dominika Cibulková 6–4, 6–0                          | Camila Giorgi                         | Jeļena Ostapenko Pauline Parmentier        | Tímea Babos Kirsten Flipkens Francesca Schiavone Magda Linette        |
| 4 aprilie    | Katowice Open Katowice, Polonia WTA International $250,000 – Dură (i) – 32S/32Q/16D Simplu – Dublu                 | Eri Hozumi Miyu Kato 3–6, 7–5, [10–8]                | Valentyna Ivakhnenko Marina Melnikova | Jeļena Ostapenko Pauline Parmentier        | Tímea Babos Kirsten Flipkens Francesca Schiavone Magda Linette        |
| April 11     | Fed Cup Semifinals Lucerna, Elveția – Hard (i) Trélazé, Franta – Clay (Red) (i)                                    | Semifinals winners Cehia 3–2 Franta 3–2              | Semifinals losers Elvetia Olanda      |                                            |                                                                       |
| April 11     | Copa Colsanitas Bogotá, Colombia WTA International $250,000 – Clay (Red) – 32S/24Q/16D Singles Draw – Doubles Draw | Irina Falconi 6–2, 2–6, 6–4                          | Sílvia Soler Espinosa                 | Paula Cristina Gonçalves Lara Arruabarrena | Alexandra Panova Amra Sadiković Sachia Vickery Catalina Pella         |
| April 11     | Copa Colsanitas Bogotá, Colombia WTA International $250,000 – Clay (Red) – 32S/24Q/16D Singles Draw – Doubles Draw | Lara Arruabarrena Tatjana Maria 6–2, 4–6, [10–8]     | Gabriela Cé Andrea Gámiz              | Paula Cristina Gonçalves Lara Arruabarrena | Alexandra Panova Amra Sadiković Sachia Vickery Catalina Pella         |
| April 18     | Stuttgart Open Stuttgart, Germania WTA Premier $759,000 – Clay (Red) (i) – 28S/32Q/16D Singles Draw – Doubles Draw | Angelique Kerber 6–4, 6–0                            | Laura Siegemund                       | Agnieszka Radwańska Petra Kvitová          | Karolína Plíšková Roberta Vinci Garbiñe Muguruza Carla Suárez Navarro |
| April 18     | Stuttgart Open Stuttgart, Germania WTA Premier $759,000 – Clay (Red) (i) – 28S/32Q/16D Singles Draw – Doubles Draw | Caroline Garcia Kristina Mladenovic 2–6, 6–1, [10–6] | Martina Hingis Sania Mirza            | Agnieszka Radwańska Petra Kvitová          | Karolína Plíšková Roberta Vinci Garbiñe Muguruza Carla Suárez Navarro |
| April 18     | Istanbul Cup Istanbul, Turcia WTA International $250,000 – Clay (Red) – 32S/24Q/16D Singles Draw – Doubles Draw    | Çağla Büyükakçay 3–6, 6–2, 6–3                       | Danka Kovinić                         | Kateryna Kozlova Stefanie Vögele           | Maria Sakkari Anastasija Sevastova Nao Hibino Kristína Kučová         |
| April 18     | Istanbul Cup Istanbul, Turcia WTA International $250,000 – Clay (Red) – 32S/24Q/16D Singles Draw – Doubles Draw    | Andreea Mitu İpek Soylu Walkover                     | Xenia Knoll Danka Kovinić             | Kateryna Kozlova Stefanie Vögele           | Maria Sakkari Anastasija Sevastova Nao Hibino Kristína Kučová         |
| 25 aprilie   | Morocco Open Rabat, Maroc WTA International $250,000 – Zgură (roșie) – 32S/32Q/16D Simplu – Dublu                  | Timea Bacsinszky 6–2, 6–1                            | Marina Erakovic                       | Tímea Babos Kiki Bertens                   | Johanna Larsson Pauline Parmentier Yulia Putintseva Aleksandra Krunić |
| 25 aprilie   | Morocco Open Rabat, Maroc WTA International $250,000 – Zgură (roșie) – 32S/32Q/16D Simplu – Dublu                  | Xenia Knoll Aleksandra Krunić 6–3, 6–0               | Tatjana Maria Raluca Olaru            | Tímea Babos Kiki Bertens                   | Johanna Larsson Pauline Parmentier Yulia Putintseva Aleksandra Krunić |
| 25 aprilie   | J&T Banka Praga Open Praga, Cehia WTA International $250,000 – Zgură (roșie) – 32S/32Q/16D Simplu – Dublu          | Lucie Šafářová 3–6, 6–1, 6–4                         | Samantha Stosur                       | Svetlana Kuznetsova Karolína Plíšková      | Mónica Puig Barbora Strýcová Camila Giorgi Hsieh Su-wei               |
| 25 aprilie   | J&T Banka Praga Open Praga, Cehia WTA International $250,000 – Zgură (roșie) – 32S/32Q/16D Simplu – Dublu          | Margarita Gasparyan Andrea Hlaváčková 6–4, 6–2       | María Irigoyen Paula Kania            | Svetlana Kuznetsova Karolína Plíšková      | Mónica Puig Barbora Strýcová Camila Giorgi Hsieh Su-wei               |

### Mai
| Săptămâna cu  | Turneu | Campioane                                                                   | Finaliste                        | Semifinaliste                        | Sfertfinaliste                                                       |
| ------------- | --- | --------------------------------------------------------------------------- | -------------------------------- | ------------------------------------ | -------------------------------------------------------------------- |
| 2 mai         | Mutua Madrid Open Madrid, Spania WTA Premier Mandatory $4,942,700 – Zgură (roșie)– 64S/32Q/28D Simplu – Dublu                    | Simona Halep 6-2,6-4                                                        | Dominika Cibulková               | Louisa Chirico Samantha Stosur       | Sorana Cîrstea Daria Gavrilova Irina-Camelia Begu Patricia Maria Țig |
| 2 mai         | Mutua Madrid Open Madrid, Spania WTA Premier Mandatory $4,942,700 – Zgură (roșie)– 64S/32Q/28D Simplu – Dublu                    | Caroline Garcia Kristina Mladenovic 6–4, 6–4                                | Martina Hingis Sania Mirza       | Louisa Chirico Samantha Stosur       | Sorana Cîrstea Daria Gavrilova Irina-Camelia Begu Patricia Maria Țig |
| 9 mai         | Internazionali BNL d'Italia Roma, Italia WTA Premier 5 $2,513,000 – Zgură (roșie)– 56S/32Q/28D Simplu – Dublu                    | Serena Williams 7–6(7–5), 6–3                                               | Madison Keys                     | Irina-Camelia Begu Garbiñe Muguruza  | Svetlana Kuznetsova Misaki Doi Timea Bacsinszky Barbora Strýcová     |
| 9 mai         | Internazionali BNL d'Italia Roma, Italia WTA Premier 5 $2,513,000 – Zgură (roșie)– 56S/32Q/28D Simplu – Dublu                    | Martina Hingis Sania Mirza 6–1, 6–7(5–7), [10–3]                            | Ekaterina Makarova Elena Vesnina | Irina-Camelia Begu Garbiñe Muguruza  | Svetlana Kuznetsova Misaki Doi Timea Bacsinszky Barbora Strýcová     |
| 16 mai        | Internationaux de Strasbourg Strasbourg, Franța WTA International $250,000 – Zgură (roșie) – 32S/24Q/16D Simplu – Dublu          | Caroline Garcia 6–4, 6–1                                                    | Mirjana Lučić-Baroni             | Virginie Razzano Kristina Mladenovic | Elena Vesnina Samantha Stosur Alla Kudryavtseva Pauline Parmentier   |
| 16 mai        | Internationaux de Strasbourg Strasbourg, Franța WTA International $250,000 – Zgură (roșie) – 32S/24Q/16D Simplu – Dublu          | Anabel Medina Garrigues Arantxa Parra Santonja 6–2, 6–0                     | María Irigoyen Liang Chen        | Virginie Razzano Kristina Mladenovic | Elena Vesnina Samantha Stosur Alla Kudryavtseva Pauline Parmentier   |
| 16 mai        | Nürnberger Versicherungscup Nürnberg, Germania WTA International $250,000 – Zgură (roșie)– 32S/24Q/16D Simplu – Dublu            | Kiki Bertens 6–2, 6–2                                                       | Mariana Duque Mariño             | Julia Görges Annika Beck             | Irina Falconi Lesia Tsurenko Anna-Lena Friedsam Varvara Lepchenko    |
| 16 mai        | Nürnberger Versicherungscup Nürnberg, Germania WTA International $250,000 – Zgură (roșie)– 32S/24Q/16D Simplu – Dublu            | Kiki Bertens Johanna Larsson 6–3, 6–4                                       | Shuko Aoyama Renata Voráčová     | Julia Görges Annika Beck             | Irina Falconi Lesia Tsurenko Anna-Lena Friedsam Varvara Lepchenko    |
| 23 mai 30 mai | Turneul de tenis de la Roland Garros Paris, Franța Grand Slam $11,315,740 – Zgură (roșie) 128S/96Q/64D/32X Simplu – Dublu – Mixt | Garbiñe Muguruza 7-5, 6-4                                                   | Serena Williams                  | Kiki Bertens Samantha Stosur         | Yulia Putintseva Timea Bacsinszky Shelby Rogers Tsvetana Pironkova   |
| 23 mai 30 mai | Turneul de tenis de la Roland Garros Paris, Franța Grand Slam $11,315,740 – Zgură (roșie) 128S/96Q/64D/32X Simplu – Dublu – Mixt | Ekaterina Makarova / Elena Vesnina vs Caroline Garcia / Kristina Mladenovic |                                  | Kiki Bertens Samantha Stosur         | Yulia Putintseva Timea Bacsinszky Shelby Rogers Tsvetana Pironkova   |
| 23 mai 30 mai | Turneul de tenis de la Roland Garros Paris, Franța Grand Slam $11,315,740 – Zgură (roșie) 128S/96Q/64D/32X Simplu – Dublu – Mixt | Martina Hingis Leander Paes 4–6, 6–4, [10–8]                                | Sania Mirza Ivan Dodig           | Kiki Bertens Samantha Stosur         | Yulia Putintseva Timea Bacsinszky Shelby Rogers Tsvetana Pironkova   |

### Iunie
| Săptămâna cu    | Turneu | Campioane                                                              | Finaliste                          | Semifinaliste                        | Sfertfinaliste                                                              |
| --------------- | --- | ---------------------------------------------------------------------- | ---------------------------------- | ------------------------------------ | --------------------------------------------------------------------------- |
| 6 iunie         | Aegon Nottingham Open Nottingham, Marea Britanie WTA International $250,000 – Iarbă – 32S/32Q/16D Simplu – Dublu                  | Karolína Plíšková 7–6(10–8), 7–5                                       | Alison Riske                       | Mónica Puig Zheng Saisai             | Ashleigh Barty Tamira Paszek Anett Kontaveit Tara Moore                     |
| 6 iunie         | Aegon Nottingham Open Nottingham, Marea Britanie WTA International $250,000 – Iarbă – 32S/32Q/16D Simplu – Dublu                  | Andrea Hlaváčková Peng Shuai 7–5, 3–6, [10–7]                          | Gabriela Dabrowski Yang Zhaoxuan   | Mónica Puig Zheng Saisai             | Ashleigh Barty Tamira Paszek Anett Kontaveit Tara Moore                     |
| 6 iunie         | Topshelf Open 's-Hertogenbosch, Olanda WTA International $250,000 – Iarbă– 32S/32Q/16D Simplu – Dublu                             | Coco Vandeweghe 7–5, 7–5                                               | Kristina Mladenovic                | Belinda Bencic Madison Brengle       | Viktorija Golubic Elise Mertens Kateryna Kozlova Evgeniya Rodina            |
| 6 iunie         | Topshelf Open 's-Hertogenbosch, Olanda WTA International $250,000 – Iarbă– 32S/32Q/16D Simplu – Dublu                             | Oksana Kalashnikova Yaroslava Shvedova 6–1, 6–1                        | Xenia Knoll Aleksandra Krunić      | Belinda Bencic Madison Brengle       | Viktorija Golubic Elise Mertens Kateryna Kozlova Evgeniya Rodina            |
| 13 iunie        | Aegon Classic Birmingham, Marea Britanie WTA Premier $731,000 – Iarbă– 56S/32Q/16D Simplu – Dublu                                 | Madison Keys 6–3, 6–4                                                  | Barbora Strýcová                   | Coco Vandeweghe Carla Suárez Navarro | Yanina Wickmayer Tsvetana Pironkova Jeļena Ostapenko Angelique Kerber       |
| 13 iunie        | Aegon Classic Birmingham, Marea Britanie WTA Premier $731,000 – Iarbă– 56S/32Q/16D Simplu – Dublu                                 | Karolína Plíšková Barbora Strýcová 6–3, 7–6(7–1)                       | Vania King Alla Kudryavtseva       | Coco Vandeweghe Carla Suárez Navarro | Yanina Wickmayer Tsvetana Pironkova Jeļena Ostapenko Angelique Kerber       |
| 13 iunie        | Mallorca Open Mallorca, Spania WTA International $250,000 – Iarbă – 32S/32Q/16D Simplu – Dublu                                    | Caroline Garcia 6–3, 6–4                                               | Anastasija Sevastova               | Kirsten Flipkens Jelena Janković     | Verónica Cepede Royg Ana Ivanovic Mariana Duque Mariño Sorana Cîrstea       |
| 13 iunie        | Mallorca Open Mallorca, Spania WTA International $250,000 – Iarbă – 32S/32Q/16D Simplu – Dublu                                    | Gabriela Dabrowski María José Martínez Sánchez 6–4, 6–2                | Anna-Lena Friedsam Laura Siegemund | Kirsten Flipkens Jelena Janković     | Verónica Cepede Royg Ana Ivanovic Mariana Duque Mariño Sorana Cîrstea       |
| 20 iunie        | Aegon International Eastbourne, Marea Britanie WTA Premier $731,000 – Iarbă – 48S/32Q/16D Simplu – Dublu                          | Dominika Cibulková 7–5, 6–3                                            | Karolína Plíšková                  | Mónica Puig Johanna Konta            | Agnieszka Radwańska Kristina Mladenovic Elena Vesnina Ekaterina Makarova    |
| 20 iunie        | Aegon International Eastbourne, Marea Britanie WTA Premier $731,000 – Iarbă – 48S/32Q/16D Simplu – Dublu                          | Darija Jurak Anastasia Rodionova 5–7, 7–6(7–4), [10–6]                 | Chan Hao-ching Chan Yung-jan       | Mónica Puig Johanna Konta            | Agnieszka Radwańska Kristina Mladenovic Elena Vesnina Ekaterina Makarova    |
| 27 iunie July 4 | Turneul de tenis de la Wimbledon Londra, Marea Britanie Grand Slam $11,174,883 – Iarbă 128S/96Q/64D/16Q/48X Simplu – Dublu – Mixt | Serena Williams 7–5, 6–3                                               | Angelique Kerber                   | Elena Vesnina Venus Williams         | Anastasia Pavlyuchenkova Dominika Cibulková Simona Halep Yaroslava Shvedova |
| 27 iunie July 4 | Turneul de tenis de la Wimbledon Londra, Marea Britanie Grand Slam $11,174,883 – Iarbă 128S/96Q/64D/16Q/48X Simplu – Dublu – Mixt | Tímea Babos / Yaroslava Shvedova vs. Serena Williams / Venus Williams  |                                    | Elena Vesnina Venus Williams         | Anastasia Pavlyuchenkova Dominika Cibulková Simona Halep Yaroslava Shvedova |
| 27 iunie July 4 | Turneul de tenis de la Wimbledon Londra, Marea Britanie Grand Slam $11,174,883 – Iarbă 128S/96Q/64D/16Q/48X Simplu – Dublu – Mixt | Robert Farah / Anna-Lena Grönefeld vs. Henri Kontinen / Heather Watson |                                    | Elena Vesnina Venus Williams         | Anastasia Pavlyuchenkova Dominika Cibulková Simona Halep Yaroslava Shvedova |

### Iulie
| Săptămâna cu | Turneu | Campioane                                           | Finaliste                         | Semifinaliste                    | Sfertfinaliste                                                             |
| ------------ | --- | --------------------------------------------------- | --------------------------------- | -------------------------------- | -------------------------------------------------------------------------- |
| 11 iulie     | BRD Bucharest Open București, România WTA International $250,000 – Zgură (roșie) – 32S/32Q/16D Simplu – Dublu | Simona Halep 6–0, 6–0                               | Anastasija Sevastova              | Vania King Laura Siegemund       | Danka Kovinić Pauline Parmentier Polona Hercog Sara Errani                 |
| 11 iulie     | BRD Bucharest Open București, România WTA International $250,000 – Zgură (roșie) – 32S/32Q/16D Simplu – Dublu | Jessica Moore Varatchaya Wongteanchai 6–3, 7–6(7–5) | Alexandra Cadanțu Katarzyna Piter | Vania King Laura Siegemund       | Danka Kovinić Pauline Parmentier Polona Hercog Sara Errani                 |
| 11 iulie     | Gastein Ladies Bad Gastein, Austria WTA International $250,000 – Zgură (roșie) – 32S/24Q/16D Simplu – Dublu   | Viktorija Golubic 4–6, 6–3, 6–4                     | Kiki Bertens                      | Timea Bacsinszky Rebeka Masarova | Johanna Larsson Irina Khromacheva Carina Witthöft Annika Beck              |
| 11 iulie     | Gastein Ladies Bad Gastein, Austria WTA International $250,000 – Zgură (roșie) – 32S/24Q/16D Simplu – Dublu   | Lara Arruabarrena Xenia Knoll 6–1, 3–6, [10–8]      | Annika Beck Evgeniya Rodina       | Timea Bacsinszky Rebeka Masarova | Johanna Larsson Irina Khromacheva Carina Witthöft Annika Beck              |
| 18 iulie     | Bank of the West Classic Stanford, SUA WTA Premier $731,000 – Dură – 28S/16Q/16D Simplu – Dublu               | Johanna Konta 7–5, 5–7, 6–2                         | Venus Williams                    | Alison Riske Dominika Cibulková  | Catherine Bellis Coco Vandeweghe Zheng Saisai Misaki Doi                   |
| 18 iulie     | Bank of the West Classic Stanford, SUA WTA Premier $731,000 – Dură – 28S/16Q/16D Simplu – Dublu               | Raquel Atawo Abigail Spears 6–3, 6–4                | Darija Jurak Anastasia Rodionova  | Alison Riske Dominika Cibulková  | Catherine Bellis Coco Vandeweghe Zheng Saisai Misaki Doi                   |
| 18 iulie     | Swedish Open Båstad, Suedia WTA International $250,000 – Zgură (roșie) – 32S/24Q/16D Simplu – Dublu           | Laura Siegemund 7–5, 6–1                            | Kateřina Siniaková                | Julia Görges Johanna Larsson     | Lara Arruabarrena Karin Knapp Annika Beck Sara Errani                      |
| 18 iulie     | Swedish Open Båstad, Suedia WTA International $250,000 – Zgură (roșie) – 32S/24Q/16D Simplu – Dublu           | Andreea Mitu Alicja Rosolska 6–3, 7–5               | Lesley Kerkhove Lidziya Marozava  | Julia Görges Johanna Larsson     | Lara Arruabarrena Karin Knapp Annika Beck Sara Errani                      |
| 18 iulie     | Citi Open Washington, D.C., SUA WTA International $250,000 – Dură – 32S/16Q/16D Simplu – Dublu                | Yanina Wickmayer 6–4, 6–2                           | Lauren Davis                      | Jessica Pegula Yulia Putintseva  | Samantha Stosur Camila Giorgi Kristina Mladenovic Risa Ozaki               |
| 18 iulie     | Citi Open Washington, D.C., SUA WTA International $250,000 – Dură – 32S/16Q/16D Simplu – Dublu                | Monica Niculescu Yanina Wickmayer 6–4, 6–3          | Shuko Aoyama Risa Ozaki           | Jessica Pegula Yulia Putintseva  | Samantha Stosur Camila Giorgi Kristina Mladenovic Risa Ozaki               |
| 25 iulie     | Rogers Cup Montreal, Canada WTA Premier 5 $2,513,000 – Dură – 56S/48Q/28D Simplu – Dublu                      | Simona Halep 7–6(7–2), 6–3                          | Madison Keys                      | Kristína Kučová Angelique Kerber | Johanna Konta Anastasia Pavlyuchenkova Svetlana Kuznetsova Daria Kasatkina |
| 25 iulie     | Rogers Cup Montreal, Canada WTA Premier 5 $2,513,000 – Dură – 56S/48Q/28D Simplu – Dublu                      | Ekaterina Makarova Elena Vesnina 6–3, 7–6(7–5)      | Simona Halep Monica Niculescu     | Kristína Kučová Angelique Kerber | Johanna Konta Anastasia Pavlyuchenkova Svetlana Kuznetsova Daria Kasatkina |

### August
| Săptămâna cu           | Turneu | Campioane                                               | Finaliste                            | Semifinaliste                            | Semifinaliste                      | Sfertfinaliste                                                           |
| ---------------------- | --- | ------------------------------------------------------- | ------------------------------------ | ---------------------------------------- | ---------------------------------- | ------------------------------------------------------------------------ |
| 1 august               | Brasil Tennis Cup Florianópolis, Brazilia WTA International $250,000 – Dură – 32S/24Q/16D Simplu – Dublu                 | Irina-Camelia Begu 2–6, 6–4, 6–3                        | Tímea Babos                          | Ana Bogdan Mónica Puig                   | Ana Bogdan Mónica Puig             | Lyudmyla Kichenok Jeļena Ostapenko Naomi Osaka Nao Hibino                |
| 1 august               | Brasil Tennis Cup Florianópolis, Brazilia WTA International $250,000 – Dură – 32S/24Q/16D Simplu – Dublu                 | Lyudmyla Kichenok Nadiia Kichenok 6–3, 6–1              | Tímea Babos Réka Luca Jani           | Ana Bogdan Mónica Puig                   | Ana Bogdan Mónica Puig             | Lyudmyla Kichenok Jeļena Ostapenko Naomi Osaka Nao Hibino                |
| 1 august               | Jiangxi International Women's Tennis Open Nanchang, China WTA International $250,000 – Dură – 32S/24Q/16D Simplu – Dublu | Duan Yingying 1–6, 6–4, 6–2                             | Vania King                           | Risa Ozaki Misa Eguchi                   | Risa Ozaki Misa Eguchi             | Francesca Schiavone Zhang Kailin Liu Fangzhou Kurumi Nara                |
| 1 august               | Jiangxi International Women's Tennis Open Nanchang, China WTA International $250,000 – Dură – 32S/24Q/16D Simplu – Dublu | Liang Chen Lu Jingjing 3–6, 7–6(7–2), [13–11]           | Shuko Aoyama Makoto Ninomiya         | Risa Ozaki Misa Eguchi                   | Risa Ozaki Misa Eguchi             | Francesca Schiavone Zhang Kailin Liu Fangzhou Kurumi Nara                |
| 8 august               | Jocurile Olimpice de vară Rio de Janeiro, Brazilia Dură – 64S/32D/16X Simplu – Dublu – Mixt                              | Aur                                                     | Argint                               | Bronz                                    | Locul 4                            | Sfertfinaliste                                                           |
| 8 august               | Jocurile Olimpice de vară Rio de Janeiro, Brazilia Dură – 64S/32D/16X Simplu – Dublu – Mixt                              | Mónica Puig 6–4, 4–6, 6–1                               | Angelique Kerber                     | Petra Kvitová 7–5, 2–6, 6–2              | Madison Keys                       | Elina Svitolina Laura Siegemund Daria Kasatkina Johanna Konta            |
| 8 august               | Jocurile Olimpice de vară Rio de Janeiro, Brazilia Dură – 64S/32D/16X Simplu – Dublu – Mixt                              | Ekaterina Makarova Elena Vesnina 6–4, 6–4               | Timea Bacsinszky Martina Hingis      | Lucie Šafářová Barbora Strýcová 7–5, 6–1 | Andrea Hlaváčková Lucie Hradecká   | Elina Svitolina Laura Siegemund Daria Kasatkina Johanna Konta            |
| 8 august               | Jocurile Olimpice de vară Rio de Janeiro, Brazilia Dură – 64S/32D/16X Simplu – Dublu – Mixt                              | Bethanie Mattek-Sands Jack Sock 6–7(3–7), 6–1, [10–7]   | Venus Williams Rajeev Ram            | Lucie Hradecká Radek Štěpánek 6–1, 7–5   | Sania Mirza Rohan Bopanna          | Elina Svitolina Laura Siegemund Daria Kasatkina Johanna Konta            |
| 15 august              | Western & Southern Open Cincinnati, SUA WTA Premier 5 $2,513,000 – Dură – 56S/48Q/28D Simplu – Dublu                     | Karolína Plíšková 6–3, 6–1                              | Angelique Kerber                     | Garbiñe Muguruza Simona Halep            | Garbiñe Muguruza Simona Halep      | Svetlana Kuznetsova Tímea Babos Agnieszka Radwańska Carla Suárez Navarro |
| 15 august              | Western & Southern Open Cincinnati, SUA WTA Premier 5 $2,513,000 – Dură – 56S/48Q/28D Simplu – Dublu                     | Sania Mirza Barbora Strýcová 7–5, 6–4                   | Martina Hingis Coco Vandeweghe       | Garbiñe Muguruza Simona Halep            | Garbiñe Muguruza Simona Halep      | Svetlana Kuznetsova Tímea Babos Agnieszka Radwańska Carla Suárez Navarro |
| 22 august              | Connecticut Open New Haven, SUA WTA Premier $731,000 – Dură – 30S/48Q/16D Simplu – Dublu                                 | Agnieszka Radwańska 6–1, 7–6(7–3)                       | Elina Svitolina                      | Petra Kvitová Johanna Larsson            | Petra Kvitová Johanna Larsson      | Kirsten Flipkens Ekaterina Makarova Elena Vesnina Roberta Vinci          |
| 22 august              | Connecticut Open New Haven, SUA WTA Premier $731,000 – Dură – 30S/48Q/16D Simplu – Dublu                                 | Sania Mirza Monica Niculescu 7–5, 6–4                   | Kateryna Bondarenko Chuang Chia-jung | Petra Kvitová Johanna Larsson            | Petra Kvitová Johanna Larsson      | Kirsten Flipkens Ekaterina Makarova Elena Vesnina Roberta Vinci          |
| 29 august 5 septembrie | US Open New York City, Statele Unite Grand Slam $22,112,700 – Hard 128S/128Q/64D/32X Simplu – Dublu – Mixt               | Angelique Kerber 6–3, 4–6, 6–4                          | Karolína Plíšková                    | Serena Williams Caroline Wozniacki       | Serena Williams Caroline Wozniacki | Simona Halep Ana Konjuh Anastasija Sevastova Roberta Vinci               |
| 29 august 5 septembrie | US Open New York City, Statele Unite Grand Slam $22,112,700 – Hard 128S/128Q/64D/32X Simplu – Dublu – Mixt               | Bethanie Mattek-Sands Lucie Šafářová 2–6, 7–6(7–5), 6–4 | Caroline Garcia Kristina Mladenovic  | Serena Williams Caroline Wozniacki       | Serena Williams Caroline Wozniacki | Simona Halep Ana Konjuh Anastasija Sevastova Roberta Vinci               |
| 29 august 5 septembrie | US Open New York City, Statele Unite Grand Slam $22,112,700 – Hard 128S/128Q/64D/32X Simplu – Dublu – Mixt               | Laura Siegemund Mate Pavić 6–4, 6–4                     | Coco Vandeweghe Rajeev Ram           | Serena Williams Caroline Wozniacki       | Serena Williams Caroline Wozniacki | Simona Halep Ana Konjuh Anastasija Sevastova Roberta Vinci               |

### Septembrie
| Săptămâna cu  | Turneu | Campioane                                           | Finaliste                          | Semifinaliste                       | Sfertfinaliste                                                        |
| ------------- | --- | --------------------------------------------------- | ---------------------------------- | ----------------------------------- | --------------------------------------------------------------------- |
| 12 septembrie | Coupe Banque Nationale Quebec City, Canada WTA International $250,000 – Covor (i) – 32S/24Q/16D Simplu – Dublu       | Océane Dodin 6–4, 6–3                               | Lauren Davis                       | Tereza Martincová Julia Boserup     | Alla Kudryavtseva Jessica Pegula Catherine Bellis Alison Van Uytvanck |
| 12 septembrie | Coupe Banque Nationale Quebec City, Canada WTA International $250,000 – Covor (i) – 32S/24Q/16D Simplu – Dublu       | Andrea Hlaváčková Lucie Hradecká 7–6(7–2), 7–6(7–2) | Alla Kudryavtseva Alexandra Panova | Tereza Martincová Julia Boserup     | Alla Kudryavtseva Jessica Pegula Catherine Bellis Alison Van Uytvanck |
| 12 septembrie | HP Japan Women's Open Tennis Tokyo, Japonia WTA International $250,000 – Dură– 32S/32Q/16D Simplu – Dublu            | Christina McHale 3-6, 6-4, 6-4                      | Kateřina Siniaková                 | Zhang Shuai Jana Čepelová           | Alison Riske Varvara Lepchenko Kurumi Nara Viktorija Golubic          |
| 12 septembrie | HP Japan Women's Open Tennis Tokyo, Japonia WTA International $250,000 – Dură– 32S/32Q/16D Simplu – Dublu            | Shuko Aoyama Makoto Ninomiya 6–3, 6–3               | Jocelyn Rae Anna Smith             | Zhang Shuai Jana Čepelová           | Alison Riske Varvara Lepchenko Kurumi Nara Viktorija Golubic          |
| 19 septembrie | Toray Pan Pacific Open Tokyo, Japonia WTA Premier $1,000,000 – Dură – 28S/32Q/16D Simplu – Dublu                     | Caroline Wozniacki 7–5, 6–3                         | Naomi Osaka                        | Elina Svitolina Agnieszka Radwańska | Garbiñe Muguruza Aliaksandra Sasnovich Magda Linette Mónica Puig      |
| 19 septembrie | Toray Pan Pacific Open Tokyo, Japonia WTA Premier $1,000,000 – Dură – 28S/32Q/16D Simplu – Dublu                     | Sania Mirza Barbora Strýcová 6–1, 6–1               | Liang Chen Yang Zhaoxuan           | Elina Svitolina Agnieszka Radwańska | Garbiñe Muguruza Aliaksandra Sasnovich Magda Linette Mónica Puig      |
| 19 septembrie | Kia Korea Open Seul, Coreea de Sud WTA International $500,000 – Dură – 32S/32Q/16D Simplu – Dublu                    | Lara Arruabarrena 6–0, 2–6, 6–0                     | Monica Niculescu                   | Zhang Shuai Patricia Maria Țig      | Jana Čepelová Camila Giorgi Sara Sorribes Tormo Johanna Larsson       |
| 19 septembrie | Kia Korea Open Seul, Coreea de Sud WTA International $500,000 – Dură – 32S/32Q/16D Simplu – Dublu                    | Kirsten Flipkens Johanna Larsson 6–2, 6–3           | Akiko Omae Peangtarn Plipuech      | Zhang Shuai Patricia Maria Țig      | Jana Čepelová Camila Giorgi Sara Sorribes Tormo Johanna Larsson       |
| 19 septembrie | Guangzhou International Women's Open Guangzhou, China WTA International $250,000 – Dură – 32S/24Q/16D Simplu – Dublu | Lesia Tsurenko 6–4, 3–6, 6–4                        | Jelena Janković                    | Anett Kontaveit Ana Konjuh          | Viktorija Golubic Alison Riske Jennifer Brady Sabine Lisicki          |
| 19 septembrie | Guangzhou International Women's Open Guangzhou, China WTA International $250,000 – Dură – 32S/24Q/16D Simplu – Dublu | Asia Muhammad Peng Shuai 6–2, 7–6(7–3)              | Olga Govortsova Vera Lapko         | Anett Kontaveit Ana Konjuh          | Viktorija Golubic Alison Riske Jennifer Brady Sabine Lisicki          |
| 26 septembrie | Wuhan Tennis Open Wuhan, China WTA Premier 5 $2,513,000 – Dură – 56S/32Q/28D Simplu – Dublu                          | Petra Kvitová 6–1, 6–1                              | Dominika Cibulková                 | Simona Halep Svetlana Kuznetsova    | Johanna Konta Madison Keys Agnieszka Radwańska Barbora Strýcová       |
| 26 septembrie | Wuhan Tennis Open Wuhan, China WTA Premier 5 $2,513,000 – Dură – 56S/32Q/28D Simplu – Dublu                          | Bethanie Mattek-Sands Lucie Šafářová 6–1, 6–4       | Sania Mirza Barbora Strýcová       | Simona Halep Svetlana Kuznetsova    | Johanna Konta Madison Keys Agnieszka Radwańska Barbora Strýcová       |
| 26 septembrie | Tashkent Open Tașkent, Uzbekistan WTA International $250,000 – Dură– 32S/16Q/16D Simplu – Dublu                      | Kristýna Plíšková 6–3, 2–6, 6–3                     | Nao Hibino                         | Kateryna Kozlova Denisa Allertová   | Stefanie Vögele Irina Khromacheva Lesia Tsurenko Kirsten Flipkens     |
| 26 septembrie | Tashkent Open Tașkent, Uzbekistan WTA International $250,000 – Dură– 32S/16Q/16D Simplu – Dublu                      | Raluca Olaru İpek Soylu 7–5, 6–3                    | Demi Schuurs Renata Voráčová       | Kateryna Kozlova Denisa Allertová   | Stefanie Vögele Irina Khromacheva Lesia Tsurenko Kirsten Flipkens     |

### Octombrie
| Săptămâna cu | Turneu | Campioane                                                               | Finaliste                           | Semifinaliste                     | Sfertfinaliste                                                          |
| ------------ | --- | ----------------------------------------------------------------------- | ----------------------------------- | --------------------------------- | ----------------------------------------------------------------------- |
| 3 octombrie  | China Open Beijing, China WTA Premier Mandatory $5,185,625 – Dură – 60S/32Q/28D Simplu – Dublu                          | Agnieszka Radwańska 6–4, 6–2                                            | Johanna Konta                       | Elina Svitolina Madison Keys      | Daria Gavrilova Yaroslava Shvedova Zhang Shuai Petra Kvitová            |
| 3 octombrie  | China Open Beijing, China WTA Premier Mandatory $5,185,625 – Dură – 60S/32Q/28D Simplu – Dublu                          | Bethanie Mattek-Sands Lucie Šafářová 6–4, 6–4                           | Caroline Garcia Kristina Mladenovic | Elina Svitolina Madison Keys      | Daria Gavrilova Yaroslava Shvedova Zhang Shuai Petra Kvitová            |
| 10 octombrie | Tianjin Open Tianjin, China WTA International $500,000 – Dură – 32S/32Q/16D Simplu – Dublu                              | Peng Shuai 7–6(7–3), 6–2                                                | Alison Riske                        | Danka Kovinić Svetlana Kuznetsova | Agnieszka Radwańska Mónica Puig Han Xinyun Naomi Osaka                  |
| 10 octombrie | Tianjin Open Tianjin, China WTA International $500,000 – Dură – 32S/32Q/16D Simplu – Dublu                              | Christina McHale Peng Shuai 7–6(10–8), 6–0                              | Magda Linette Xu Yifan              | Danka Kovinić Svetlana Kuznetsova | Agnieszka Radwańska Mónica Puig Han Xinyun Naomi Osaka                  |
| 10 octombrie | Hong Kong Open Hong Kong WTA International $250,000 – Dură – 32S/24Q/16D Simplu – Dublu                                 | Caroline Wozniacki 6–1, 6–7(4–7), 6–2                                   | Kristina Mladenovic                 | Daria Gavrilova Jelena Janković   | Angelique Kerber Bethanie Mattek-Sands Wang Qiang Alizé Cornet          |
| 10 octombrie | Hong Kong Open Hong Kong WTA International $250,000 – Dură – 32S/24Q/16D Simplu – Dublu                                 | Chan Hao-ching Chan Yung-jan 6–3, 6–1                                   | Naomi Broady Heather Watson         | Daria Gavrilova Jelena Janković   | Angelique Kerber Bethanie Mattek-Sands Wang Qiang Alizé Cornet          |
| 10 octombrie | Generali Ladies Linz Linz, Austria WTA International $250,000 – Dură (i) – 32S/32Q/16D Simplu – Dublu                   | Dominika Cibulková 6–3, 7–5                                             | Viktorija Golubic                   | Madison Keys Carla Suárez Navarro | Garbiñe Muguruza Océane Dodin Denisa Allertová Anastasia Pavlyuchenkova |
| 10 octombrie | Generali Ladies Linz Linz, Austria WTA International $250,000 – Dură (i) – 32S/32Q/16D Simplu – Dublu                   | Kiki Bertens Johanna Larsson 4–6, 6–2, [10–7]                           | Anna-Lena Grönefeld Květa Peschke   | Madison Keys Carla Suárez Navarro | Garbiñe Muguruza Océane Dodin Denisa Allertová Anastasia Pavlyuchenkova |
| 17 octombrie | Kremlin Cup Moscova, Rusia WTA Premier $731,000 – Dură (i) – 28S/32Q/16D Simplu – Dublu                                 | Svetlana Kuznetsova 6–2, 6–1                                            | Daria Gavrilova                     | Elina Svitolina Julia Görges      | Tímea Babos Ana Konjuh Daria Kasatkina Anastasia Pavlyuchenkova         |
| 17 octombrie | Kremlin Cup Moscova, Rusia WTA Premier $731,000 – Dură (i) – 28S/32Q/16D Simplu – Dublu                                 | Andrea Hlaváčková Lucie Hradecká 4–6, 6–0, [10–7]                       | Daria Gavrilova Daria Kasatkina     | Elina Svitolina Julia Görges      | Tímea Babos Ana Konjuh Daria Kasatkina Anastasia Pavlyuchenkova         |
| 17 octombrie | BGL BNP Paribas Luxembourg Open Luxemburg, Luxemburg WTA International $250,000 – Dură (i) – 32S/32Q/16D Simplu – Dublu | Monica Niculescu 6–4, 6–0                                               | Petra Kvitová                       | Lauren Davis Kiki Bertens         | Johanna Larsson Andrea Petkovic Denisa Allertová Caroline Wozniacki     |
| 17 octombrie | BGL BNP Paribas Luxembourg Open Luxemburg, Luxemburg WTA International $250,000 – Dură (i) – 32S/32Q/16D Simplu – Dublu | Monica Niculescu / Patricia Maria Țig vs Kiki Bertens / Johanna Larsson |                                     | Lauren Davis Kiki Bertens         | Johanna Larsson Andrea Petkovic Denisa Allertová Caroline Wozniacki     |
| 24 octombrie | Turneul Campioanelor la tenis Singapore $7,000,000 – Dură (i) – 8S (RR)/8D Simplu – Dublu                               | vs                                                                      | vs                                  | ·                                 |                                                                         |
| 24 octombrie | Turneul Campioanelor la tenis Singapore $7,000,000 – Dură (i) – 8S (RR)/8D Simplu – Dublu                               | / · vs · /                                                              |                                     | ·                                 |                                                                         |
| October 31   | Trofeul Elitelor WTA Zhuhai, China $2,150,000 – Dură (i) – 12S (RR)/6D (RR) Simplu – Dublu                              | vs                                                                      | vs                                  | vs · vs                           | vs · vs · vs · vs                                                       |
| October 31   | Trofeul Elitelor WTA Zhuhai, China $2,150,000 – Dură (i) – 12S (RR)/6D (RR) Simplu – Dublu                              | / · vs · /                                                              |                                     | vs · vs                           | vs · vs · vs · vs                                                       |

### Noiembrie
| Săptămâna cu | Turneu                             | Campioane | Finaliste | Semifinaliste | Sfertfinaliste |
| ------------ | ---------------------------------- | --------- | --------- | ------------- | -------------- |
| 7 noiembrie  | Fed Cup by BNP Paribas Final · TBA |           |           |               |                |

## Titluri
Următoarele jucătoare au câștigat primul lor titlu în circuit la simplu, dublu sau la dublu mixt
Simplu
- Irina Falconi - Bogota (Copa Colsanitas 2016 - Simplu Feminin)
- Çağla Büyükakçay - Istanbul (Istanbul Cup 2016 - Simplu Feminin)

Dublu
- Elise Mertens - Auckland (ASB Classic 2016 – Dublu Feminin)
- Han Xinyun - Hobart (Hobart International 2016 – Dublu Feminin)
- Christina McHale - Hobart (Hobart International 2016 – Dublu Feminin)
- Verónica Cepede Royg - Rio de Janeiro (Rio Open 2016 – Dublu Feminin)
- Varatchaya Wongteanchai – Kuala Lumpur (Malaysian Open)
- Yang Zhaoxuan – Kuala Lumpur (Malaysian Open)
- Coco Wandeweghe - Indian Wells (Indian Wells)
- Eri Hozumi – Katowice (Katowice Open)
- Miyu Kato – Katowice (Katowice Open)
- Andreea Mitu - Istanbul (Instanbul Cup)
- Ipek Soylu - Istanbul (Istanbul Cup)
- Xenia Knoll  - Rabat (Morrocco Open)

Dublu Mixt
- Elena Vesnina - Australian Open (Australian Open 2016 – Dublu mixt)

Următoarele jucătoare au apărat titlu câștigat în circuit în anul anterior la simplu, sublu sau la dublu mixt:
Simplu
- Angelique Kerber - Stuttgart (Stuttgart Open 2016 - Simplu Feminin)

Dublu
- Martina Hingis - Brisbane (Brisbane International 2016 – Dublu feminin)
- Sania Mirza - Sydney (Apia International Sydney 2016 – Dublu feminin)

## Castiguri
| #                                                                                   | Jucatoare                  | Simplu     | Dublu    | Mixt   | Anul acesta |
| ----------------------------------------------------------------------------------- | -------------------------- | ---------- | -------- | ------ | ----------- |
| 1                                                                                   | Angelique Kerber (GER)     | $3,006,134 | $18,189  | $0     | $3,024,323  |
| 2                                                                                   | Victoria Azarenka (BLR)    | $2,534,873 | $0       | $0     | $2,534,873  |
| 3                                                                                   | Serena Williams (USA)      | $1,846,275 | $0       | $0     | $1,846,275  |
| 4                                                                                   | Agnieszka Radwańska (POL)  | $1,123,098 | $0       | $0     | $1,123,098  |
| 5                                                                                   | Carla Suárez Navarro (ESP) | $900,558   | $66,400  | $0     | $966,958    |
| 6                                                                                   | Johanna Konta (GBR)        | $773,554   | $10,537  | $0     | $784,091    |
| 7                                                                                   | Svetlana Kuznetsova (RUS)  | $729,914   | $30,994  | $0     | $760,908    |
| 8                                                                                   | Sara Errani (ITA)          | $578,199   | $107,872 | $1,690 | $687,761    |
| 9                                                                                   | Barbora Strýcová (CZE)     | $513,326   | $53,626  | $0     | $566,952    |
| 10                                                                                  | Karolína Plíšková (CZE)    | $390,559   | $147,289 | $0     | $537,848    |
| prize money given in US$ la data de 4 aprilie 2016 ( 2016 -04-04 ) [ update ] [ 2 ] |                            |            |          |        |             |

## Distribuirea punctelor
| Categorie                      | C    | F    | SE                                                          | SF                                                          | O                                                           | 16-imi                                                      | 32-imi                                                      | T1                                                          | Q                                                           | Q3                                                          | Q2                                                          | Q1                                                          |
| Grand Slam (S)                 | 2000 | 1300 | 780                                                         | 430                                                         | 240                                                         | 130                                                         | 70                                                          | 10                                                          | 40                                                          | 30                                                          | 20                                                          | 2                                                           |
| Grand Slam (D)                 | 2000 | 1300 | 780                                                         | 430                                                         | 240                                                         | 130                                                         | 10                                                          | –                                                           | 48                                                          | –                                                           | –                                                           | –                                                           |
| Finale WTA (S)                 | +450 | +360 | (230 pentru fiecare victorie, 70 pentru fiecare înfrângere) | (230 pentru fiecare victorie, 70 pentru fiecare înfrângere) | (230 pentru fiecare victorie, 70 pentru fiecare înfrângere) | (230 pentru fiecare victorie, 70 pentru fiecare înfrângere) | (230 pentru fiecare victorie, 70 pentru fiecare înfrângere) | (230 pentru fiecare victorie, 70 pentru fiecare înfrângere) | (230 pentru fiecare victorie, 70 pentru fiecare înfrângere) | (230 pentru fiecare victorie, 70 pentru fiecare înfrângere) | (230 pentru fiecare victorie, 70 pentru fiecare înfrângere) | (230 pentru fiecare victorie, 70 pentru fiecare înfrângere) |
| Finale WTA (D)                 | 1500 | 1050 | 690                                                         | 460                                                         | –                                                           | –                                                           | –                                                           | –                                                           | –                                                           | –                                                           | –                                                           | –                                                           |
| WTA Premier Mandatory (96S)    | 1000 | 650  | 390                                                         | 215                                                         | 120                                                         | 65                                                          | 35                                                          | 10                                                          | 30                                                          | –                                                           | 20                                                          | 2                                                           |
| WTA Premier Mandatory (64/60S) | 1000 | 650  | 390                                                         | 215                                                         | 120                                                         | 65                                                          | 10                                                          | –                                                           | 30                                                          | –                                                           | 20                                                          | 2                                                           |
| WTA Premier Mandatory (28/32D) | 1000 | 650  | 390                                                         | 215                                                         | 120                                                         | 10                                                          | –                                                           | –                                                           | –                                                           | –                                                           | –                                                           | –                                                           |
| WTA Premier 5 (56S)            | 900  | 585  | 350                                                         | 190                                                         | 105                                                         | 60                                                          | 1                                                           | –                                                           | 30                                                          | 20                                                          | 12                                                          | 1                                                           |
| WTA Premier 5 (28D)            | 900  | 585  | 350                                                         | 190                                                         | 105                                                         | 1                                                           | –                                                           | –                                                           | –                                                           | –                                                           | –                                                           | –                                                           |
| WTA Premier (56S)              | 470  | 305  | 180                                                         | 100                                                         | 55                                                          | 30                                                          | 1                                                           | –                                                           | 12                                                          | –                                                           | 8                                                           | 1                                                           |
| WTA Premier (32S)              | 470  | 305  | 180                                                         | 100                                                         | 55                                                          | 1                                                           | –                                                           | –                                                           | 25                                                          | 16                                                          | 10                                                          | 1                                                           |
| WTA Premier (16D)              | 470  | 305  | 180                                                         | 100                                                         | 1                                                           | –                                                           | –                                                           | –                                                           | –                                                           | –                                                           | –                                                           | –                                                           |
| Trofeul Elitelor WTA (S)       | +460 | +200 | (120 pentru fiecare victorie, 40 pentru fiecare înfrângere) | (120 pentru fiecare victorie, 40 pentru fiecare înfrângere) | (120 pentru fiecare victorie, 40 pentru fiecare înfrângere) | (120 pentru fiecare victorie, 40 pentru fiecare înfrângere) | (120 pentru fiecare victorie, 40 pentru fiecare înfrângere) | (120 pentru fiecare victorie, 40 pentru fiecare înfrângere) | (120 pentru fiecare victorie, 40 pentru fiecare înfrângere) | (120 pentru fiecare victorie, 40 pentru fiecare înfrângere) | (120 pentru fiecare victorie, 40 pentru fiecare înfrângere) | (120 pentru fiecare victorie, 40 pentru fiecare înfrângere) |
| Trofeul Elitelor WTA (D)       | +460 | +200 | (120 pentru fiecare victorie, 40 pentru fiecare infrangere) | (120 pentru fiecare victorie, 40 pentru fiecare infrangere) | (120 pentru fiecare victorie, 40 pentru fiecare infrangere) | (120 pentru fiecare victorie, 40 pentru fiecare infrangere) | (120 pentru fiecare victorie, 40 pentru fiecare infrangere) | (120 pentru fiecare victorie, 40 pentru fiecare infrangere) | (120 pentru fiecare victorie, 40 pentru fiecare infrangere) | (120 pentru fiecare victorie, 40 pentru fiecare infrangere) | (120 pentru fiecare victorie, 40 pentru fiecare infrangere) | (120 pentru fiecare victorie, 40 pentru fiecare infrangere) |
| WTA International (56S)        | 280  | 180  | 110                                                         | 60                                                          | 30                                                          | 15                                                          | 1                                                           | –                                                           | 10                                                          | –                                                           | 6                                                           | 1                                                           |
| WTA International (32S)        | 280  | 180  | 110                                                         | 60                                                          | 30                                                          | 1                                                           | –                                                           | –                                                           | 18                                                          | 14                                                          | 10                                                          | 1                                                           |
| WTA International (16D)        | 280  | 180  | 110                                                         | 60                                                          | 1                                                           | –                                                           | –                                                           | –                                                           | –                                                           | –                                                           | –                                                           | –                                                           |

## Premieri

### Jucătoarea lunii
| Luna       | Jucătoare                  | Naționalitate | Alte candidate                                                          |
| ---------- | -------------------------- | ------------- | ----------------------------------------------------------------------- |
| Ianuarie   | Angelique Kerber (41%)     | Germania      | Serena Williams (28%) Agnieszka Radwańska (21%) Victoria Azarenka (10%) |
| Februarie  | Carla Suárez Navarro (44%) | Spania        | Roberta Vinci (40%) Sara Errani (16%)                                   |
| Martie     | Victoria Azarenka (70%)    | Belgia        | Svetlana Kuznetsova (17%) Serena Williams (13%))                        |
| Aprilie    |                            |               |                                                                         |
| Mai        |                            |               |                                                                         |
| Iunie      |                            |               |                                                                         |
| Iulie      |                            |               |                                                                         |
| August     |                            |               |                                                                         |
| Septembrie |                            |               |                                                                         |
| Octombrie  |                            |               |                                                                         |

### Lovitura Lunii
| Month      | Jucatoare                 | Nationalitate | Alte candidate                                                                            |
| ---------- | ------------------------- | ------------- | ----------------------------------------------------------------------------------------- |
| Ianuarie   | Caroline Wozniacki (42%)  | Danemarca     | Simona Halep (28%) Eugenie Bouchard (16%) Svetlana Kuznetsova (8%) Victoria Azarenka (6%) |
| Februarie  | Agnieszka Radwańska (84%) | Polonia       | Jelena Janković (6%) Elina Svitolina (4%) Garbiñe Muguruza (3%) Belinda Bencic (3%)       |
| Martie     | Agnieszka Radwańska (55%) | Polonia       | Simona Halep (33%) Camila Giorgi (5%) Serena Williams (4%) Angelique Kerber (3%)          |
| Aprilie    |                           |               |                                                                                           |
| Mai        |                           |               |                                                                                           |
| Junie      |                           |               |                                                                                           |
| Julie      |                           |               |                                                                                           |
| August     |                           |               |                                                                                           |
| Septembrie |                           |               |                                                                                           |
| Octombrie  |                           |               |                                                                                           |

### Revolutia lunii
| Month      | Jucatoare              | Nationalitate              | Alte candidate                                                                        |
| ---------- | ---------------------- | -------------------------- | ------------------------------------------------------------------------------------- |
| Januarie   | Zhang Shuai (44%)      | China                      | Johanna Konta (31%) Daria Gavrilova (17%) Daria Kasatkina (6%) Samantha Crawford (2%) |
| Februarie  | Jelena Ostapenko (50%) | Letonia                    | Daria Kasatkina (23%) Caroline Garcia (15%) Zheng Saisai (12%)                        |
| Martie     | Nicole Gibbs (64%)     | Statele Unite ale Americii | Timea Babos (16%) Daria Kasatkina (15%) Naomi Osaka (4%)                              |
| Aprilie    |                        |                            |                                                                                       |
| Mai        |                        |                            |                                                                                       |
| Junie      |                        |                            |                                                                                       |
| Julie      |                        |                            |                                                                                       |
| August     |                        |                            |                                                                                       |
| Septembrie |                        |                            |                                                                                       |
| Octombrie  |                        |                            |                                                                                       |

## Legături externe
- en Site web oficial